# ماطه‌وس خان ملیکیانس
ماطه‌وس خان ملیکیانس یا ماتئوس خان ملیکیان (به ارمنی: Մաթևոս Մելիքյան) (زاده ۱۸۷۵ م. در همدان - درگذشته ۱۹۴۱م. در تهران) مترجم، مدرسه‌ساز ارمنی‌تبار اهل ایران بود

## زندگی‌نامه
در سال ۱۸۷۵ میلادی (۱۲۵۴ خورشیدی) در خانواده ملیکیانس، که از ارمنیان همدان بودند طفلی دیده به جهان گشود که او را ماطه‌وُس نام نهادند او در تهران به مدرسه رفت و پس از طی دورهٔ «مدرسه هایگازیان» وارد «کالج آمریکایی» شد. پس از فارغ‌التحصیل شدن، چون از شاگردان ممتاز بود به درخواست مسئولان کالج در آن مؤسسه آموزشی به تدریس پرداخت. پس از دو سال تدریس به استخدام وزارت مالیه درآمد و در ادارهٔ خزانه مشغول کار شد و ملقب به ماطه‌وُس خان گردید او به زبان‌های انگلیسی، فرانسه و ارمنی تسلط کامل داشت و از این زبان‌ها کتاب ترجمه می‌کرد. او تعداد بسیاری کتاب به زبان فارسی ترجمه و تألیف کرده است ولی متأسفانه فقط از چهار جلد کتابی که او تألیف کرده است آگاهی داریم. ماطه‌وس خان همچنین تعدادی کتاب درسی برای استفاده دانش‌آموزان مدارس ارمنیان تألیف کرد.
در آن روزگار، هنگامی که درصد برآمدند نخستین کودکستان را در تهران دایر کنند، کسی از نحوه اداره کردن کودکستان آگاهی نداشت. ماطه‌وُس خان برنامه‌ای برای تأسیس کودکستان نوشت؛ مسائلی را که باید در پرورش فکری و جسمی کودکان دقیقاً مراعات شود به تفصیل شرح داد: شرح وظایف مدیر و سایر کارکنان کودکستان را مشخص کرد و بر اساس آن، نخستین کودکستان برای کودکان ایرانی فارسی‌زبان دایر شد.
ماطه‌وس خان در سال ۱۹۰۴م. (۱۲۸۳خ) کتابی تحت عنوان «مملکت شمس طالع» یا «دولت ژاپون» به فارسی ترجمه و تألیف کرد و برای نخستین بار مردم ایران را با کشور ژاپن آشنا ساخت.

وزارت مالیه در سال ۱۹۱۰م. (۱۲۸۹خ) اداره رسومات را تأسیس کرد و ماطه‌وس خان به ریاست آن برگزید. در بخشی از متن حکمی که به مناسبت این انتصاب صادر شده است نوشته شده:
چون برای تأسیس ادراه رسومات دارالخلافه یک نفر شخص کافی و بصیر کارآگاهی لارم بود که از روی کمال مراقبت و دقت آن اداره را تحت ترتیب و تنطیم بیاورد و نظر به لیاقت و کفایت و شایستگی به وزارت مالیه معرفی کرده … و به ریاست اداره مزبور منصوب می‌شوید.
ماطه‌وس خان در سال ۱۹۱۱م. کتاب «دیار اشکبار»، نوشته «آوتیس آهارونیان» نویسنده شهیر ارمنی را به فارسی ترجمه کرد و هم میهنان فارسی‌زبان را با ادبیات ارمنی آشنا ساخت.
دولت ایران در سال ۱۹۲۱م. مواجه با کسر بودجه شده بود. ماطه‌وس خان نامه‌ای به صدراعظم ایران نوشت و پیشنهاد کرد برای جبران کسری بودجه و پرهیز از استقراض، اداره تحدید دخانیان را تشکیل دهند و از توتون و تنباکو و سیگار مالیات بسیار مختصری گرفته شود و با آن، ضمن رفع کسری بودجه، مقداری صرف ترویج و توسعه مدارس کرده و تحصیل در مدارس ابتدایی را اجباری کنند، و بقیهٔ آن را صرف آبادانی مملکت سازند. براساس این پیشنهاد، اداره تجدید دخانیات به وجود آمد و بعداً «مؤسس خان خاچادوریان»، که از کارمندان عالی رتبهٔ وزارت مالیه بود به ریاست آن برگزیده شد.
در سال ۱۹۲۲م. از سوی وزارت معارف، بر اساس نظامنامه نشان علمی، نظر به لیاقت، به ماطه‌وس خان یک قطعه نشان طلا داده شد. همچنین «نشان درجه دو شیر و خورشید» از جانب احمدشاه قاجار به وی اعطا شد.
ماطه‌وس خان در سال ۱۹۲۴م. کتاب «مارگو» را از فرانسه به فارسی ترجمه کرد. کتاب مزبور مورد ترجمه وزارت معارف قرار گرفت و طی بخشنامه‌ای به کلیه معلمان فرانسه دستور داده شد که کتاب مزبور را مطالعه و در مدارس از آن استفاده کنند.
در سال ۱۹۳۶م. (۱۳۱۵خ) به دستور رضاشاه مدارس ارمنیان در سراسر ایران بسته شد. کمتر کسی از نام و سرنوشت اسفبار مدیر مدرسه ارمنیان آگاهی دارد. در آن تاریخ مدیر مدرسه ارمنیان تهران ماطه‌وس خان ملیکیانس بود. ماطه‌وس خان را زندانی کردند. او از زندان نامه‌ای به مقامات دولتی نوشت و تقاضا کرد به اتهام او رسیدگی شود. او در نامه‌اش متذکر شده بود که «به مملکت و معارف خدمت کرده، مدرسه درست کرده، کتاب نوشته و همیشه شرافتمند زندگی کرده. شاگردانی تربیت نموده است.» رضاشاه با آزادی او موافقت کرد ولی مختاری، رئیس شهربانی، با آزادی ماطه‌وس خان مخالفت ورزید. او را به زندان قصر بردند. در زندان به بیماری تیفوس مبتلا شد ولی خوشبختانه شفا یافت. او در زندان به زندانیان فرانسه و انگلیسی می‌آموخت و در عین حال از یکی از زندانیان آلمانی یادمی‌گرفت. در سال ۱۹۴۱ همراه دیگر زندانیان آزاد شد ولی متأسفانه مدت زیادی نتوانست طعم آزادی را بچشد، زیرا پس از هشت ماه درگذشت. مردم تهران در تشیع جنازه او شرکت کردند و در بزرگداشت آن فقید کوشیدند. علی جواهرکلام، در شماره ۸۸، مورخ ۲۴ خرداد ۱۳۲۱، روزنامه مردم، مقالهٔ مفصلی در مورد خدمات فرهنگی و ترجمه‌ها و تالیفات ماطه‌وس خان نوشت.

در بخشی از مقاله مزبور چنین آمده بود: 
در شهریور ۱۳۱۵ دژخیمان دیکتاتوری مرحوم ماطه‌وس خان ملیکیانس مؤلف کتاب نخست نامه و بسیاری از کتاب‌های سودمند فارسی را به زندان قصر بودند … ماطه‌وس خان تا شهریور ۱۳۲۰ به موجب حکم ثانوی در زندان بود.
ماطه‌وس خان از سوی دولت ایران به چند مأموریت در خارج از کشور نیز اعزام شد. گذرنامهٔ موقتی او، که کنسولگری ایران در تفلیس در بیست و سوم سپتامبر ۱۹۲۵ آن را صادر کرده است، مشخص می‌کند ماطه‌وس خان برای انجام مأموریتی از تفلیس عازم مسکو شده است، اما از مأموریتی که به او محول گردیده بود اطلاعی نداریم.

## بخشی از کتاب‌شناسی
- مملکت شمس طالع یا دولت ژاپون‌
- مارگو (ترجمه از فرانسه)
- نخست‌نامه (در سه جلد)
- کتاب آموزش زبان فرانسه